# Сотовые телефоны Sagem
Сотовые телефоны Sagem — сотовые телефоны, выпускавшиеся французской фирмой SAGEM с 1996 года до середины 2008 года.

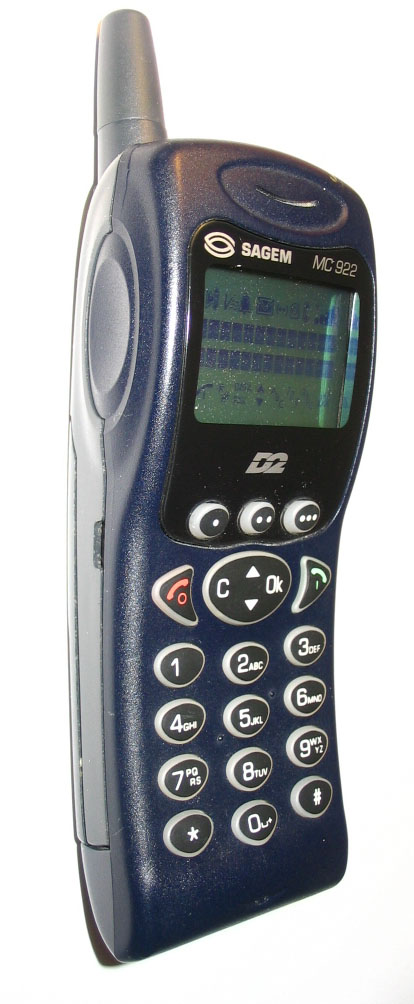
Сотовый телефон Sagem MC922, обладающий тремя программируемыми кнопками

## Достижения
- Первый в мире мобильный телефон использующий технологию T9 при наборе SMS — Sagem MC 850 (1999 год)[1].
- Первый в мире телефон со встроенным радио — MC 825FM (1998 год)[1].
- Первый в мире двухмодовый телефон стандарта DECT/GSM - Sagem DMC 830[2][3].

Sagem являлся[когда?] крупнейшим производителем промышленных сотовых телефонов.

## Особенности
Телефоны Sagem имеют от двух до трёх программируемых кнопок.
Находясь в основном меню, нажатием кнопки «*» можно перейти в «инженерное меню», в котором, кроме прочего можно узнать напряжение на клеммах аккумулятора и протестировать монитор телефона.

### Разъёмы
Телефоны Sagem подключаются к ПК, в зависимости от модели, через «18-pin Sagem», «16-pin Sagem», USB или Bluetooth.
«18-pin Sagem» и «16-pin Sagem» соответствуют стандарту RS-232, обеспечивающим скорость до 9600 бит/c.
| 18-pin Sagem | 16-pin Sagem |
| ------------ | ------------ |
|              |              |

## Porsche Design
Аппараты созданные совместно с фирмой Порше.
| Модель | форма | размеры, (X×Y×Z)    | масса, грамм | сеть                                            | дисплей                                       | функции:                                                                                             | мультимедиа                                                                       | передача данных                 | связь                                                | стандартное питание (ожидание / разговор) | дата выхода |
| ------ | ----- | ------------------- | ------------ | ----------------------------------------------- | --------------------------------------------- | --- | --------------------------------------------------------------------------------- | ------------------------------- | ---------------------------------------------------- | ----------------------------------------- | ----------- |
| P9521  |       | 91 мм 48 мм 18,4 мм | 139          | GSM 850 GSM 900 GSM 1800 GSM 1900 GPRS EDGE     | OLED графический 256 000 цветов 320×240 точек | полифонические mp3-мелодии, голосовой набор, запись разговоров, органайзер, калькулятор              | Java MID 2.0 проигрыватель (MP3, AAC, eAAC, 3GP, MPEG4) диктофон камера 3,2 Мпикс | SMS EMS MMS Email xHTML WAP 2.0 | USB 1.1 Bluetooth 1.2 A2DP модем SyncML              | ? мА·ч Li-Ion 240 ч / 3 ч 30 мин          | 2007        |
| P9522  |       | 112 мм 49 мм 12 мм  | 115          | GSM 850 GSM 900 GSM 1800 GSM 1900 GPRS EDGE GPS | OLED графический 256 000 цветов 400×240 точек | полифонические mp3-мелодии, виброзвонок, голосовой набор, запись разговоров, органайзер, калькулятор | Java MID 2.0 проигрыватель (MP3, AAC, eAAC, 3GP, MPEG4) диктофон камера 5,0 Мпикс | SMS EMS MMS Email xHTML WAP 2.0 | USB 1.1 WiFi Bluetooth 2.0 A2DP модем SyncML microSD | ? мА·ч Li-Ion 300 ч / 4 ч                 | 2008        |

## Модели «Simply»
Телефоны произведённые для компании Vodafone.
- Simply VS1 (моноблок)
- Simply VS2 (моноблок)
- Simply VS3 (раскладушка)

## Модели «My»
Обозначение «my», по мнению фирмы,должно обозначать высокую персонализацию аппарата.
Добавочные буквы обозначают форм-фактор телефона:
- X – моноблок
- C – раскладной
- Z – слайдер

### my100
Аппараты этой серии отличаются простотой в использовании, позволяющей, по мнению фирмы, не читать инструкцию.
| Модель | форма | размеры, (X×Y×Z)         | масса, грамм | сеть             | дисплей                                                    | функции:                                                                                             | мультимедиа | передача данных | связь        | стандартное питание (ожидание / разговор) | дата выхода |
| ------ | ----- | ------------------------ | ------------ | ---------------- | ---------------------------------------------------------- | --- | ----------- | --------------- | ------------ | ----------------------------------------- | ----------- |
| my100X |       | 104,2 мм 42,6 мм 15,3 мм | 76           | GSM 900 GSM 1800 | LED монохромный графический, 101×64 точек, оранжевый фон   | громкая связь, виброзвонок, MIDI-мелодии, калькулятор, часы, будильник, таймер.                      | 1 игра      | SMS             | 18-pin Sagem | 720 мА·ч Li-Ion 255 ч / 3 ч 50 мин        | 2006.02     |
| my101X |       | 104,2 мм 42,6 мм 15,3 мм | 76           | GSM 900 GSM 1800 | LED цветной, 101×64 точек                                  | громкая связь, виброзвонок, MIDI-мелодии, калькулятор, часы, будильник, таймер                       | 1 игра      | SMS EMS WAP 1.2 | 18-pin Sagem | 720 мА·ч Li-Ion 255 ч / 3 ч 50 мин        | 2006.02     |
| my150X |       | 107 мм 47 мм 10 мм       | 65           | GSM 900 GSM 1800 | LCD (NeoN) монохромный графический, 101×64 точек синий фон | громкая связь, виброзвонок, 16 голосовая полифония, калькулятор, часы, будильник, таймер, органайзер | 1 игра      | SMS             | ?            | 720 мА·ч Li-Ion 255 ч / 3 ч 50 мин        | 2007.06     |

### my200

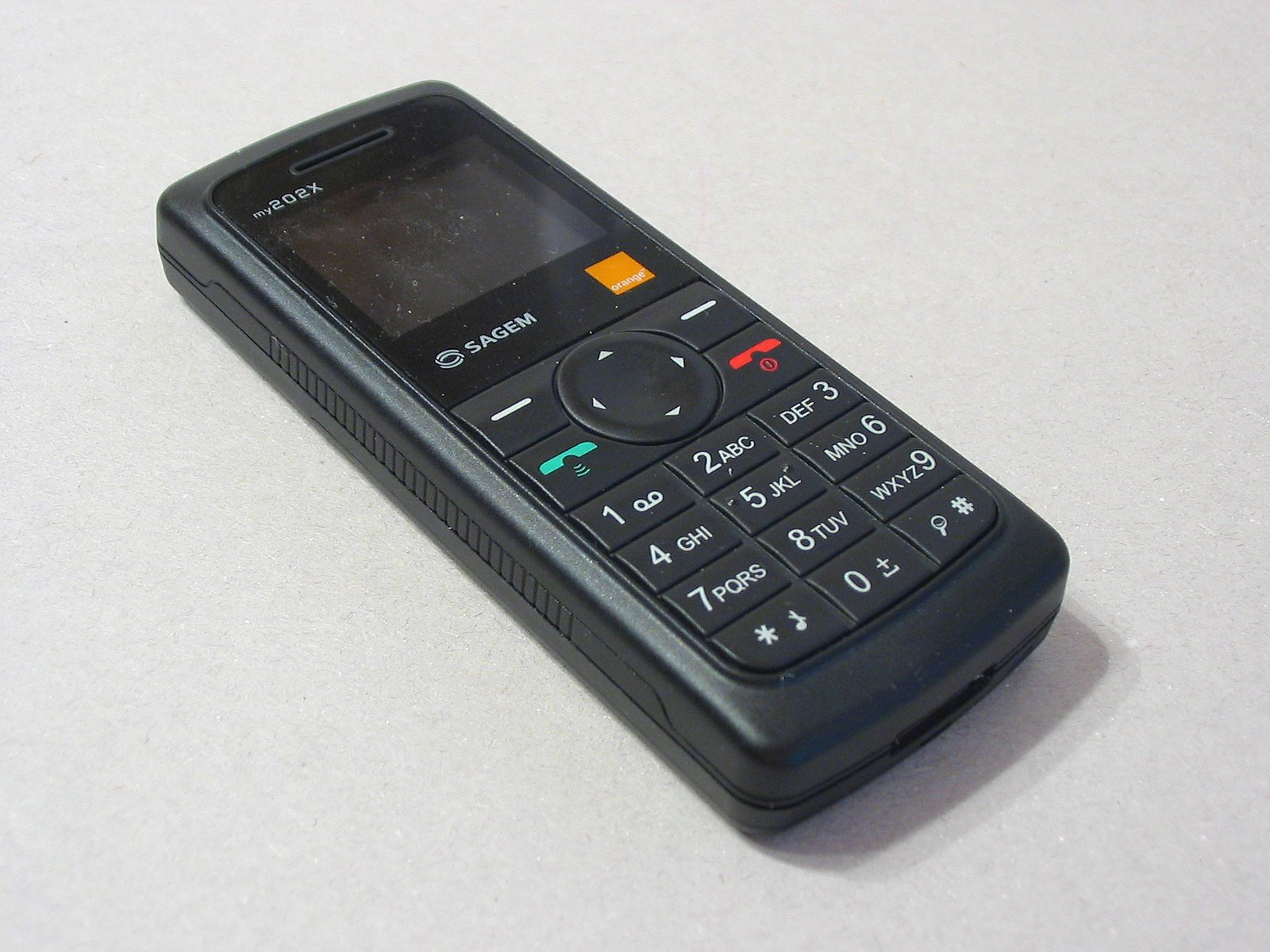
Sagem my202X

| - my200C (раскладушка) - my200X (моноблок) - my201X (моноблок) - my202C (раскладушка) - my202X (моноблок) - my210X (моноблок) - my212L (моноблок) - my212X (моноблок) | - my215X (моноблок) - my220V (моноблок) - my220X (моноблок) - my225X (моноблок) - my226X (моноблок) - my230X (моноблок) - my231X (моноблок) - my234X (моноблок) |

### my300
- my300C (раскладушка)
- my300X (моноблок)
- my301X (моноблок)
- my302X (моноблок)
- my310X (моноблок)
- my312X (моноблок)

### my400
| Модель                     | форма | размеры, (X×Y×Z) | масса, грамм | сеть              | дисплей                                             | функции: | мультимедиа                                                                           | передача данных | связь               | стандартное питание (ожидание / разговор)                           | дата выхода |
| -------------------------- | ----- | ---------------- | ------------ | ----------------- | --------------------------------------------------- | -------- | ------------------------------------------------------------------------------------- | --------------- | ------------------- | ------------------------------------------------------------------- | ----------- |
| my400V                     |       | 46x105x14 мм     | 85г          | GSM 900/1800/1900 | цветной STN, 65.54 тыс цветов                       |          |                                                                                       |                 |                     |                                                                     |             |
| my400X                     |       | 46x105x14 мм     | 85г          | GSM 900/1800      | цветной STN, 65.54 тыс цветов                       |          |                                                                                       |                 |                     |                                                                     |             |
| my401C                     |       | 43x86x19 мм      | 83г          | GSM 900/1800/1900 | цветной STN, 65.54 тыс цветов                       |          |                                                                                       |                 |                     |                                                                     |             |
| my401X                     |       | 46x105x14 мм     | 90г          | GSM 900/1800/1900 | цветной STN, 65.54 тыс цветов                       |          |                                                                                       |                 |                     |                                                                     |             |
| my401Z                     |       |                  |              |                   |                                                     |          |                                                                                       |                 |                     |                                                                     |             |
| my405X                     |       |                  |              |                   |                                                     |          |                                                                                       |                 |                     |                                                                     |             |
| my411C                     |       |                  |              |                   |                                                     |          |                                                                                       |                 |                     |                                                                     |             |
| my411C LC Lulu Castagnette |       |                  |              |                   |                                                     |          |                                                                                       |                 |                     |                                                                     |             |
| my411V                     |       |                  |              |                   |                                                     |          |                                                                                       |                 |                     |                                                                     |             |
| my411X                     |       | 45x103x14 мм     | 85 г         | GSM 900/1800/1900 | цветной TFT экран, 65536 тыс. цветов, 128x160 пикс. |          | Фотокамера 0.30 мега пикс., 640x480, Запись видеороликов, MP3, Java-приложения и Игры | USB, Bluetooth  | WAP 2.0, GPRS, HTML | Li-Ion, 750 мАч, Время разговора - 3:00 ч:мин, Время ожидания 240 ч | 01-01-2007  |
| my419X                     |       |                  |              |                   |                                                     |          |                                                                                       |                 |                     |                                                                     |             |
| my421Z                     |       |                  |              |                   |                                                     |          |                                                                                       |                 |                     |                                                                     |             |

### my500
- my501C (раскладушка)

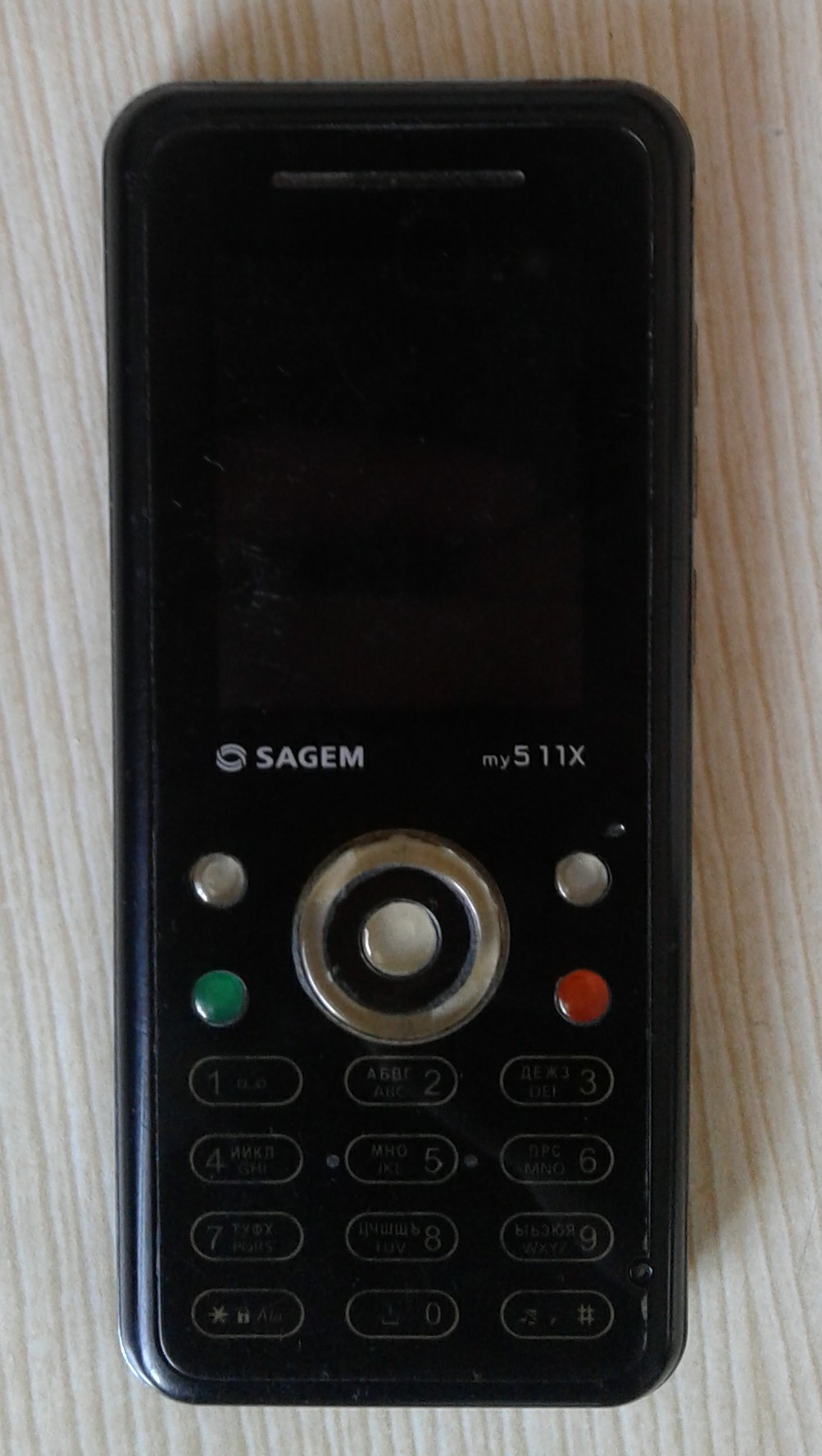
Сотовый телефон Sagem my511x

- my501C Roland Garros (раскладушка)
- my501X (моноблок)
- my511X (моноблок)
- my511X Roland Garros (моноблок)
- my519X (моноблок)

### my600
- my600V (моноблок)
- my600X (моноблок)

### my700
| Модель               | форма | размеры, (X×Y×Z) | масса, грамм | сеть | Цвет корпуса (если есть) | дисплей | функции: | мультимедиа | передача данных | связь | стандартное питание (ожидание / разговор) | дата выхода |
| -------------------- | ----- | ---------------- | ------------ | ---- | ------------------------ | ------- | -------- | ----------- | --------------- | ----- | ----------------------------------------- | ----------- |
| my700X               |       |                  |              |      |                          |         |          |             |                 |       |                                           |             |
| my700Xi              |       |                  |              |      |                          |         |          |             |                 |       |                                           |             |
| my700X Roland Garros |       |                  |              |      |                          |         |          |             |                 |       |                                           |             |
| my700X ContactLess   |       |                  |              |      |                          |         |          |             |                 |       |                                           |             |
| my721X               |       |                  |              |      |                          |         |          |             |                 |       |                                           |             |
| my730C               |       |                  |              |      |                          |         |          |             |                 |       |                                           |             |
| my750C               |       |                  |              |      |                          |         |          |             |                 |       |                                           |             |
| my750X               |       |                  |              |      |                          |         |          |             |                 |       |                                           |             |

### my800
- my800C (моноблок)
- my800X (моноблок)
- my810X (моноблок)
- my850C Carat (раскладушка)
- my850V (раскладушка)
- my855C (раскладушка)

### my900
- my900C (раскладушка)
- my901C (раскладушка)

### серия myC
Раскладывающиеся мобильные телефонные аппараты.
- myC-1 (раскладушка)
- myC-2 (раскладушка)
- myC-3b (раскладушка)
- myC-4 (слайдер)
- myC-5w (раскладушка)
- myC2-2 (раскладушка)
- myC2-3 (раскладушка)
- myC3-2 (раскладушка)
- myC4-2 (раскладушка)
- myC5-2V (раскладушка)
- myC5-3 (раскладушка)

### серия myX
Мобильные телефоны классического (моноблок) вида.
- myX-1
- myX-1 twin
- myX-1g
- myX-1w
- myX-2
- myX-3
- myX-4
- myX-5
- myX-5m
- myX-6
- myX-7
- myX-8
- myX-8s
- myX1-2 trio
- myX2-2
- myX3-2
- myX5-2
- myX5-2v
- myX6-2

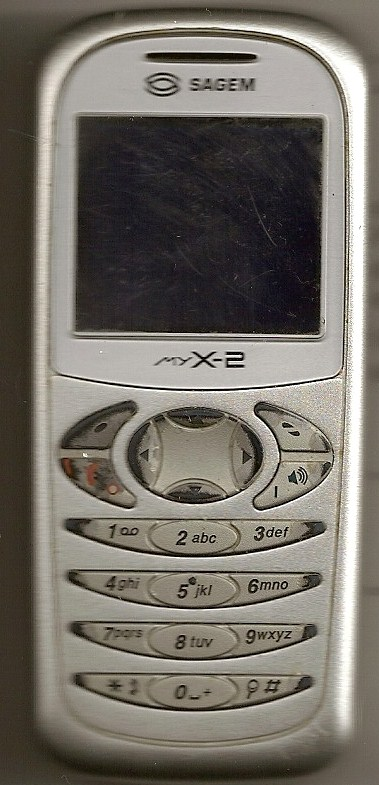
телефон Sagem myX-2
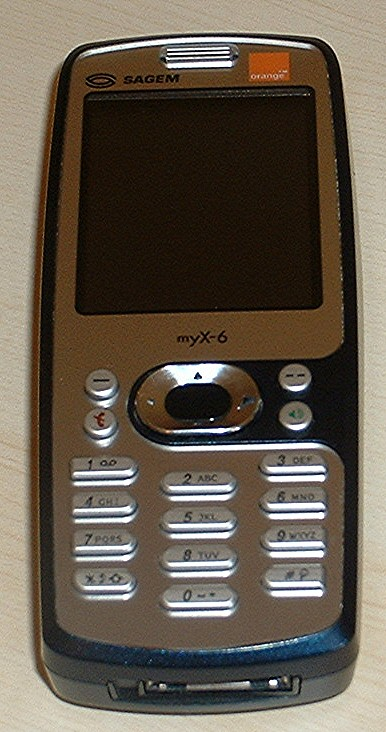
телефон Sagem myx-6
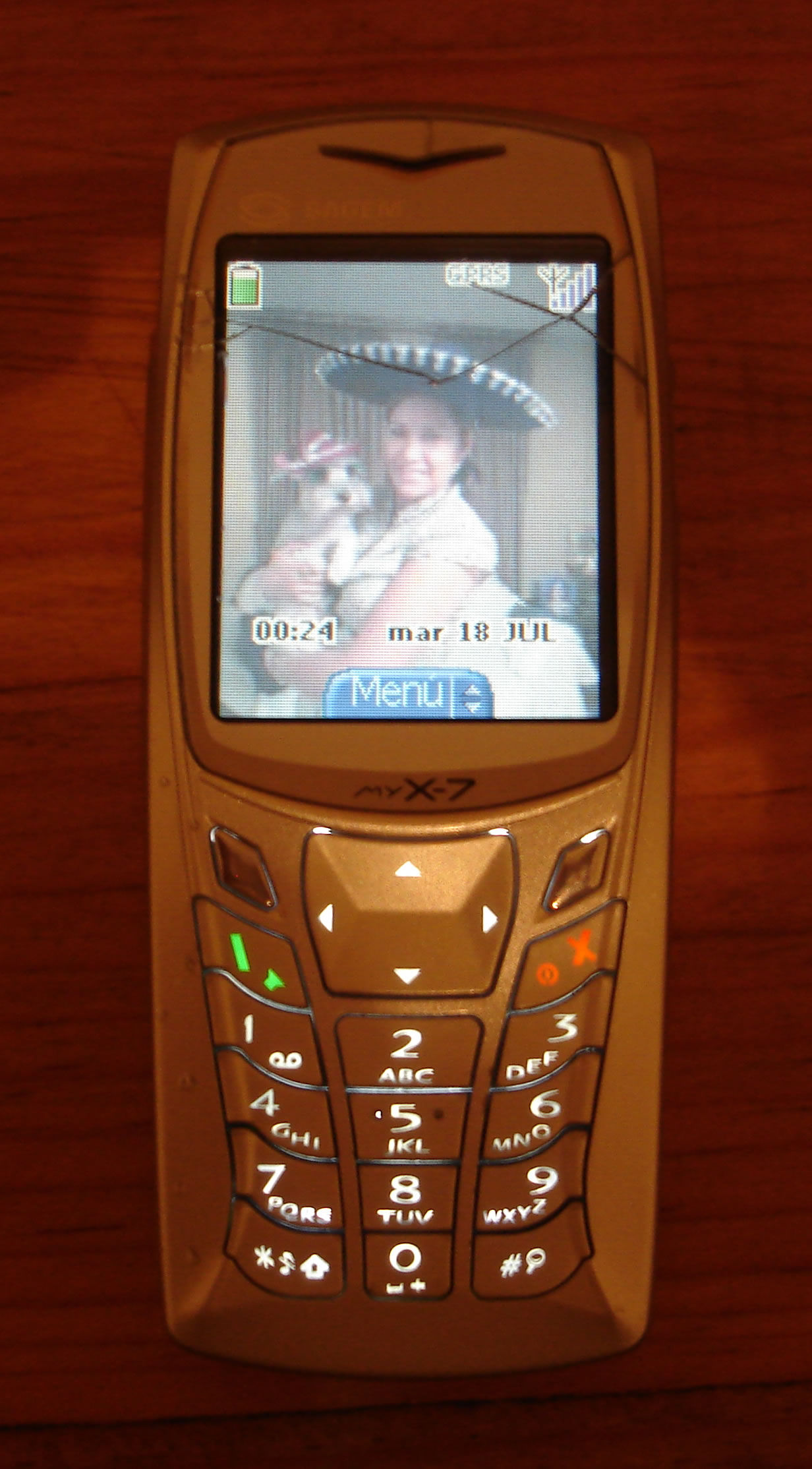
телефон Sagem MyX-7
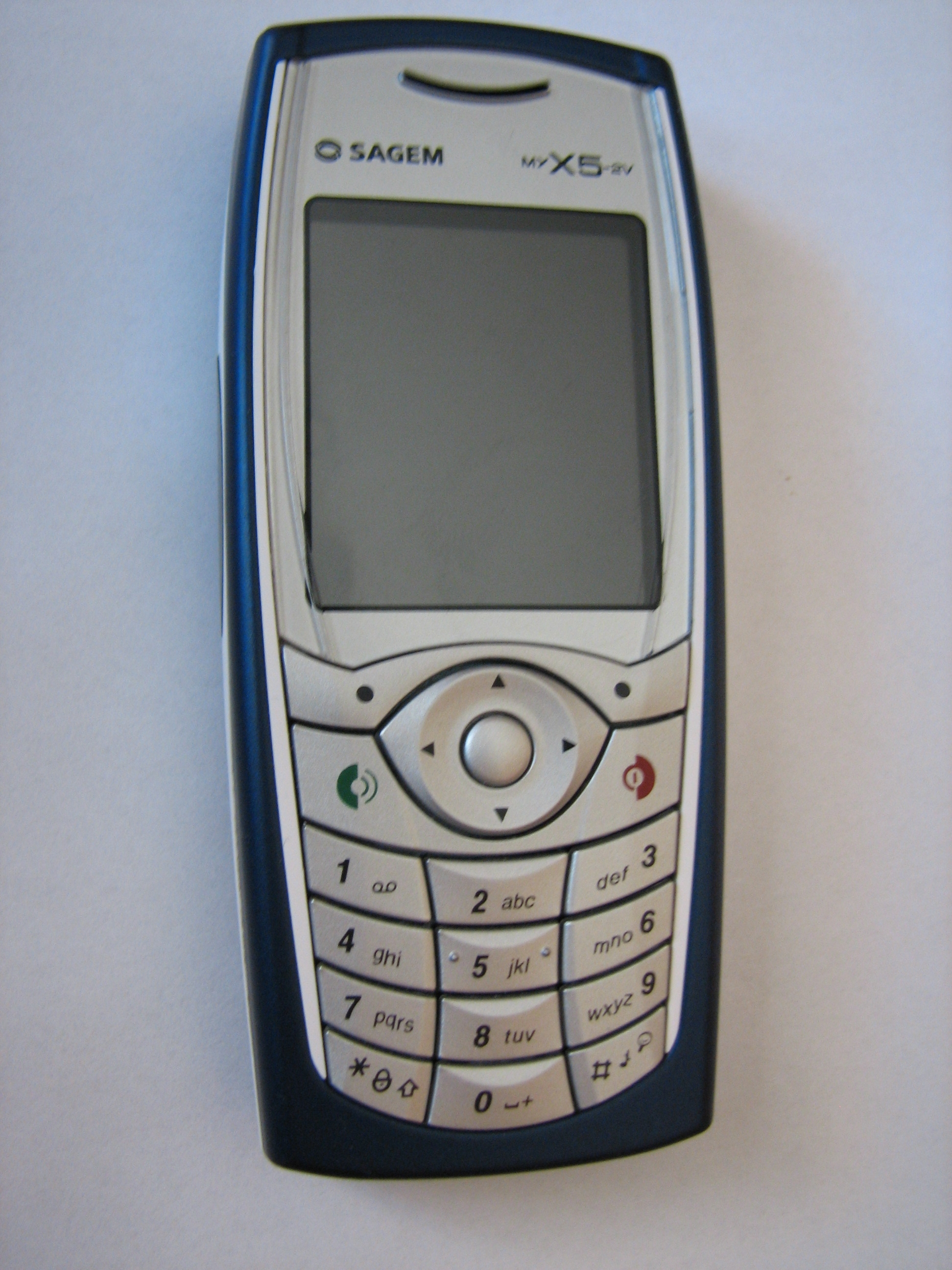
телефон Sagem myX5-2v

### серия myZ
Раздвигающиеся сотовые телефоны (слайдеры). 
- myZ-3
- myZ-5
- myZ-55

### серия myV
- myV-55
- myV-56
- myV-76
- myV-85

### серия myW
- myW-7
- myW-8

### другие
- my-202L Hello Kitty — слайдер. Выпущен в 2009 году. 1,3-Мп камера, музыкальный плеер, поддержка GPRS, дисплей с отображением 262 тысяч цветов[4]. Телефон украшен популярным рисунком Hello Kitty.
- myE77 Дата анонсирования
2004-01-01  крутой моноблок с камерой 1,3мпикс и очень качественными фото. Интерфейсы Bluetooth, IRDA, USB, горячая замена флешкарты,обмен между SIM-картой и внутренней памятью,MMS,и  цветной дисплей TFT, 262.14 тыс цветов с размером изображения 220x176
- myG-5
- Sagem P'9522 Porsche — моноблок из цельного куска алюминия с 2,8-дюймовым сенсорным дисплеем (разрешение 400 х 240 точек).  5 Мп фотокамера с автофокусом, слот microSD, Bluetooth, FM-радио, Wi-Fi и GPS[4][5].
- Sagem Roxy
- Sagem B.Phone разработан в сотрудничестве с европейским модным брендом Agnes B. Слайдер, 1,3-Мп камера, поддержка Bluetooth.
- Sagem Puma Phone - разработан в сотрудничестве с брендом спортивного снаряжения и одежды Puma; сенсорный моноблок с дисплеем 240х320 и солнечной панелью

## модели со старой системой наименования
| Модель              | форма | размеры, (X×Y×Z)       | масса, грамм | сеть                  | дисплей                                                                        | функции: | мультимедиа                            | передача данных         | связь        | стандартное питание (ожидание / разговор) | дата выхода |
| ------------------- | ----- | ---------------------- | ------------ | --------------------- | ------------------------------------------------------------------------------ | --- | -------------------------------------- | ----------------------- | ------------ | ----------------------------------------- | ----------- |
| MWX 1               |       |                        |              |                       |                                                                                | |                                        |                         | 18-pin Sagem |                                           |             |
| RC 715              |       |                        |              |                       |                                                                                | |                                        |                         | 18-pin Sagem |                                           |             |
| RC 725              |       |                        |              |                       |                                                                                | |                                        |                         | 18-pin Sagem |                                           |             |
| RC 730              |       |                        |              |                       |                                                                                | |                                        |                         | 18-pin Sagem |                                           |             |
| DC 735              |       | 150 мм 50 мм 22 мм     | 163          | GSM 1800              | монохромный символьный, 2 строки × 12 символов + 2 строки мнемонических знаков | быстрый набор, калькулятор, часы, будильник.                                                                                       |                                        | SMS                     | 18-pin Sagem | 90 ч. / 3 ч.                              | 1999        |
| RC 815 Pro          |       | 140 мм 50 мм 24 мм     | 145          | GSM 900               | монохромный символьный                                                         | громкая связь, виброзвонок, калькулятор, часы, будильник.                                                                          |                                        | SMS                     | 18-pin Sagem | 60 ч. / 2 ч.                              | 1998        |
| MC 815              |       |                        |              |                       | монохромный символьный                                                         | |                                        |                         | 18-pin Sagem |                                           |             |
| RC 820              |       | 132 мм 50 мм 26 мм     | 135          | GSM 900 GSM 1800 DECT | монохромный символьный, 2 строки × 12 символов                                 | громкая связь, быстрый набор, виброзвонок, калькулятор, часы, будильник, конвертер валют, таймер.                                  |                                        | SMS                     | 18-pin Sagem | 90 ч. / 3 ч.                              | 1999        |
| DMC 830             |       | 132 мм 50 мм 26 мм     | 154          | GSM 900 GSM 1800 DECT | монохромный символьный, 4 строки × 12 символов                                 | громкая связь, виброзвонок, калькулятор, часы, будильник, конвертер валют, таймер.                                                 |                                        | SMS                     | 18-pin Sagem | 90 ч. / 3 ч.                              | 1999        |
| MC 835FM            |       |                        |              |                       | монохромный символьный                                                         | громкая связь, виброзвонок, калькулятор, часы, будильник, таймер                                                                   | радио (FM)                             | SMS                     | 18-pin Sagem |                                           |             |
| MC 850              |       |                        |              |                       | монохромный символьный                                                         | |                                        |                         | 18-pin Sagem |                                           |             |
| MC 912              |       |                        |              |                       | монохромный символьный                                                         | |                                        |                         | 18-pin Sagem |                                           |             |
| MC 920              |       | 116,5 мм 45,5 мм 18 мм | 117          | GSM 900 GSM 1800      | монохромный символьный, 2 строки × 12 символов + 2 строки мнемонических знаков | громкая связь, виброзвонок, калькулятор, часы, будильник, конвертер валют, таймер.                                                 |                                        | SMS                     | 18-pin Sagem | 130 ч. / 3 ч.                             | 1998        |
| MC 922              |       | 116 мм 45 мм 18 мм     | 121          | GSM 900 GSM 1800      | монохромный символьный, 2 строки × 12 символов + 2 строки мнемонических знаков | громкая связь, виброзвонок, калькулятор, часы, будильник, конвертер валют, таймер.                                                 |                                        | SMS                     | 18-pin Sagem | 130 ч. / 3 ч.                             | 1998.12     |
| MW 930              |       |                        |              |                       |                                                                                | |                                        |                         | 18-pin Sagem |                                           |             |
| MC 959              |       |                        |              |                       |                                                                                | |                                        |                         | 18-pin Sagem |                                           |             |
| MW 3020 (MY 3020)   |       | 105 мм 45 мм 19 мм     | 112          | GSM 900 GSM 1800      | монохромный графический, 96×64                                                 | громкая связь, виброзвонок, калькулятор, часы, будильник, конвертер валют, секундомер, таймер, SMS-загрузка мелодий, функция Zoom. |                                        | SMS WAP: 1.1            | 18-pin Sagem | 185 ч. / 3 ч.                             | 2000.12     |
| MW 3022 (MY 3022)   |       |                        |              |                       |                                                                                | |                                        |                         | 18-pin Sagem |                                           |             |
| MW 3026 (MY 3026)   |       | 105 мм 50 мм 23 мм     | 112          | GSM 900 GSM 1800      | монохромный графический, 96×64                                                 | громкая связь, виброзвонок, калькулятор, часы, будильник, конвертер валют, секундомер, таймер                                      | SMS-загрузка мелодий                   | SMS WAP: 1.1            | 18-pin Sagem | 185 ч. / 3 ч.                             | 2000.12     |
| MW 3026 Load-A-Game |       | 105 мм 50 мм 23 мм     | 112          | GSM 900 GSM 1800      | монохромный графический, 96×64                                                 | громкая связь, виброзвонок, калькулятор, часы, будильник, конвертер валют, секундомер, таймер                                      | SMS-загрузка мелодий, SMS-загрузка игр | SMS WAP: 1.1            | 18-pin Sagem | 185 ч. / 3 ч.                             | 2000.12     |
| MW 3036 (MY 3036)   |       |                        |              |                       |                                                                                | |                                        |                         | 18-pin Sagem |                                           |             |
| MW 3040 MY (3040)   |       | 105 мм 45 мм 18 мм     | 95           | GSM 900 GSM 1800      | монохромный графический,                                                       | громкая связь, виброзвонок, калькулятор, часы, будильник, конвертер валют, секундомер, таймер                                      |                                        | SMS WAP: 1.1 факс модем | 18-pin Sagem | 170 ч. / 4 ч. 30 мин.                     | 2000.12     |
| MW 3078 (MY 3078)   |       |                        |              |                       |                                                                                | |                                        |                         | 18-pin Sagem |                                           |             |
| MW 3088 (MY 3088)   |       |                        |              |                       |                                                                                | |                                        |                         | 18-pin Sagem |                                           |             |

## Смартфоны и наладонники
Компания Sagem не специализировалась в этом направлении. Были выпущены модели WA 3050 и myS-7.

## Промышленные аппараты

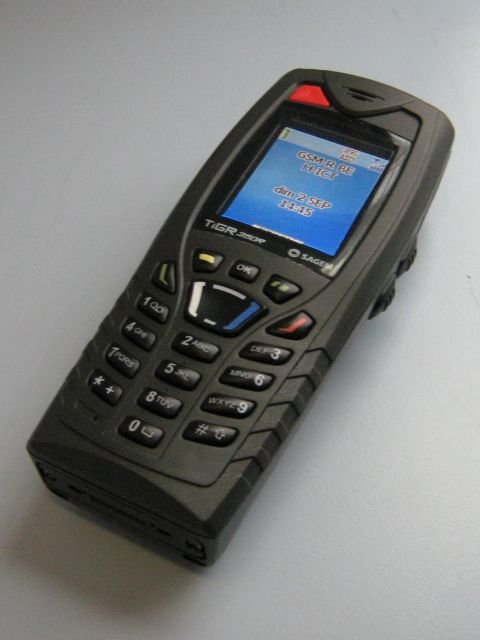
Сотовый телефон Sagem TiGR 350R

Защищённые профессиональные GSM-R телефоны и мобильные телефоны с функцией «Push-to-talk». В этой серии были выпущены модели MR 940 и OPH 940, поддерживающие сети стандартов GSM 900 и GSM 1800, а также модели TiGR 155G, TiGR 350R и TiGR 350G, дополнительно поддерживающие стандарт GSM-R. Все модели этой серии выпускались и выпускаются в надёжных моноблочных корпусах.